# Bàu Đồn
Bàu Đồn là một xã thuộc huyện Gò Dầu, tỉnh Tây Ninh, Việt Nam.

## Địa lý
Xã Bàu Đồn có diện tích 35,83 km², dân số năm 2019 là 17.873 người, mật độ dân số đạt 499 người/km².

## Hành chính
Xã Bàu Đồn được chia thành 7 ấp: 1, 2, 3, 4, 5, 6, 7.